# Delfino López Aparicio
Delfino López Aparicio (Putla Villa de Guerrero, 9 de febrero de 1960 - Ciudad de México, 19 de diciembre de 2020) fue un luchador social y político mexicano, que como miembro del partido Movimiento Regeneración Nacional (Morena), se desempeñó como diputado federal de 2018 hasta su fallecimiento en 2020.

## Biografía
Delfino López Aparicio fue licenciado en Historia egresado de la Universidad Nacional Autónoma de México y licenciado en Psicología Educativa de la Escuela Normal de Chalco, realizó un diplomado en Educación Superior y una maestría en Planeación Educativa por el Centro de Estudios Superiores en Educación.
Ejerció gran parte de su vida como docente de Historia de México, Historia Universal, Etimologías Grecolatinas,  Estructuras Socioeconómicas y Políticas de México, entre otras en el nivel medio superior en el Estado de México, concretamente  en la Escuela Preparatoria Oficial Núm. 28.  Fue director fundador de la Escuela Preparatoria Oficial Núm. 222, Heberto Castillo Martínez, ubicada en el Municipio de Chimalhuacán, Estado de México. Participó en diversos movimientos políticos de izquierda, siendo de forma sucesiva a partir de 1988, miembro y activista del Frente Democrático Nacional, el Partido de la Revolución Democrática y Morena. También, a partir de 2005, fue miembro de la Unión Popular Revolucionaria Emiliano Zapata (UPREZ).
En 2015 fue por primera ocasión candidato a diputado federal, no logrando el triunfo; fue nuevamente postulado en 2018 como candidato de la coalición Juntos Haremos Historia por el distrito 25 del estado de México con cabecera en Chimalhuacán. Fue elegido a la LXIV Legislatura de ese año a 2021 y en la Cámara de Diputados fue integrante del grupo parlamentario de Morena y secretario de la comisión de Atención a Grupos Vulnerables; así como integrante de las comisiones Bicamaral de Concordia y Pacificación del Congreso de la Unión; de Ciencia, Tecnología e Innovación; y de Pueblos Indígenas.
El 20 de diciembre de 2020 fue comunicado su fallecimiento durante la madrugada del mismo día, a causa de la enfermedad por coronavirus.